# 西野尻駅
西野尻駅（にしのじりえき）は、三重県いなべ市藤原町西野尻にある、三岐鉄道三岐線の駅である。ナンバリングはS14。

## 歴史
- 1931年（昭和6年）12月23日：開業[1]。

## 駅構造
単式ホーム1面1線を有する地上駅。線内唯一の終日無人駅である。自動券売機は設置されておらず、乗車券なしで当駅から乗車の場合無札証明（他社での乗車駅証明書にほぼ該当）を取る必要がある。逆に当駅で下車する場合は乗車券または運賃は回収箱に入れることになる。

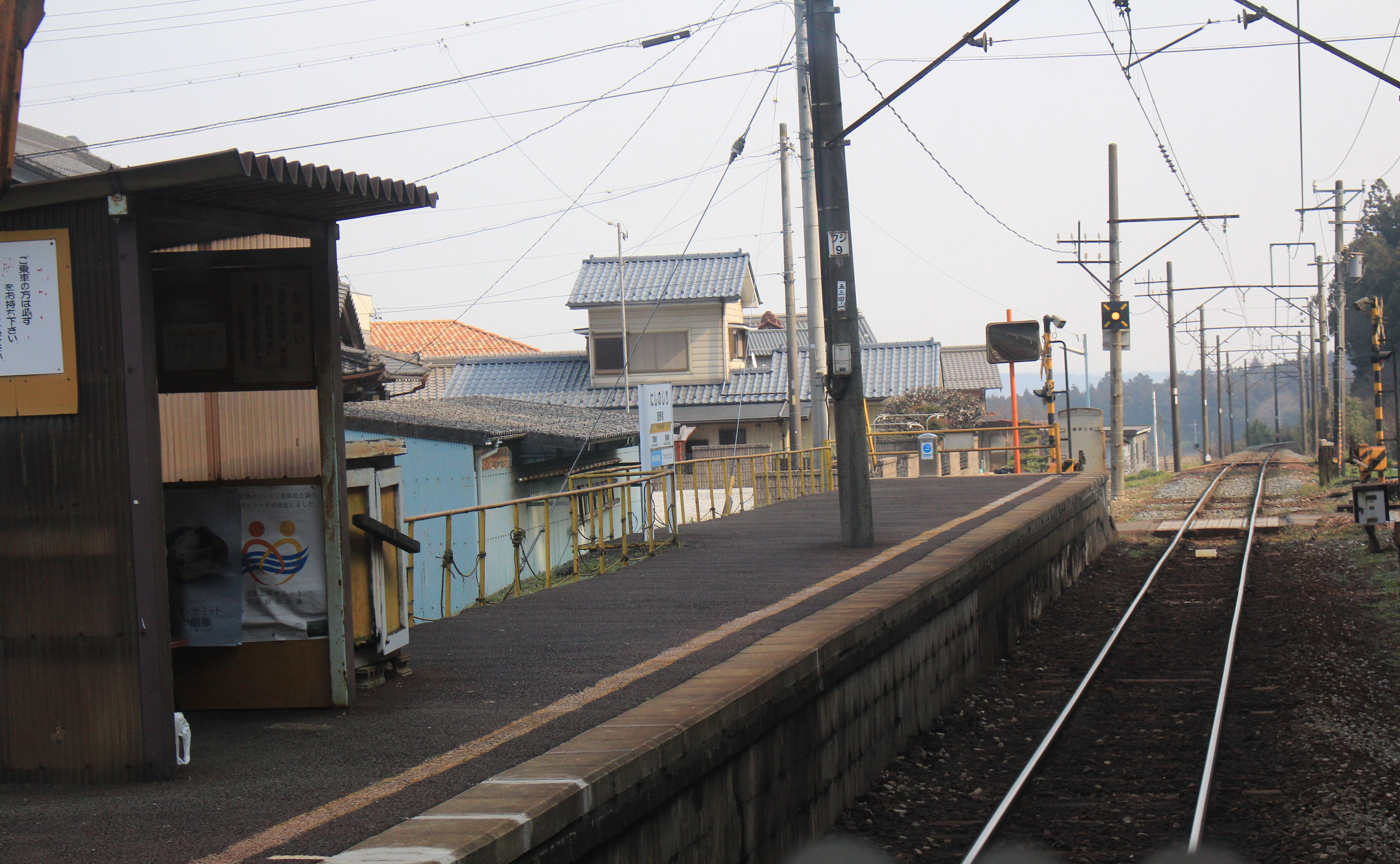
ホーム（2016年3月）

## 利用状況
「三重県統計書」によると、1日の平均乗車人員は以下の通りである。
| 年度   | 一日平均 乗車人員 |
| ------ | ----------------- |
| 1997年 | 21                |
| 1998年 | 23                |
| 1999年 | 21                |
| 2000年 | 20                |
| 2001年 | 24                |
| 2002年 | 26                |
| 2003年 | 40                |
| 2004年 | 45                |
| 2005年 | 45                |
| 2006年 | 35                |
| 2007年 | 34                |
| 2008年 | 35                |
| 2009年 | 33                |
| 2010年 | 34                |
| 2011年 | 28                |
| 2012年 | 23                |
| 2013年 | 23                |
| 2014年 | 18                |
| 2015年 | 20                |
| 2016年 | 22                |
| 2017年 | 19                |
| 2018年 | 15                |
| 2019年 | 15                |
| 2020年 | 10                |

## 駅周辺

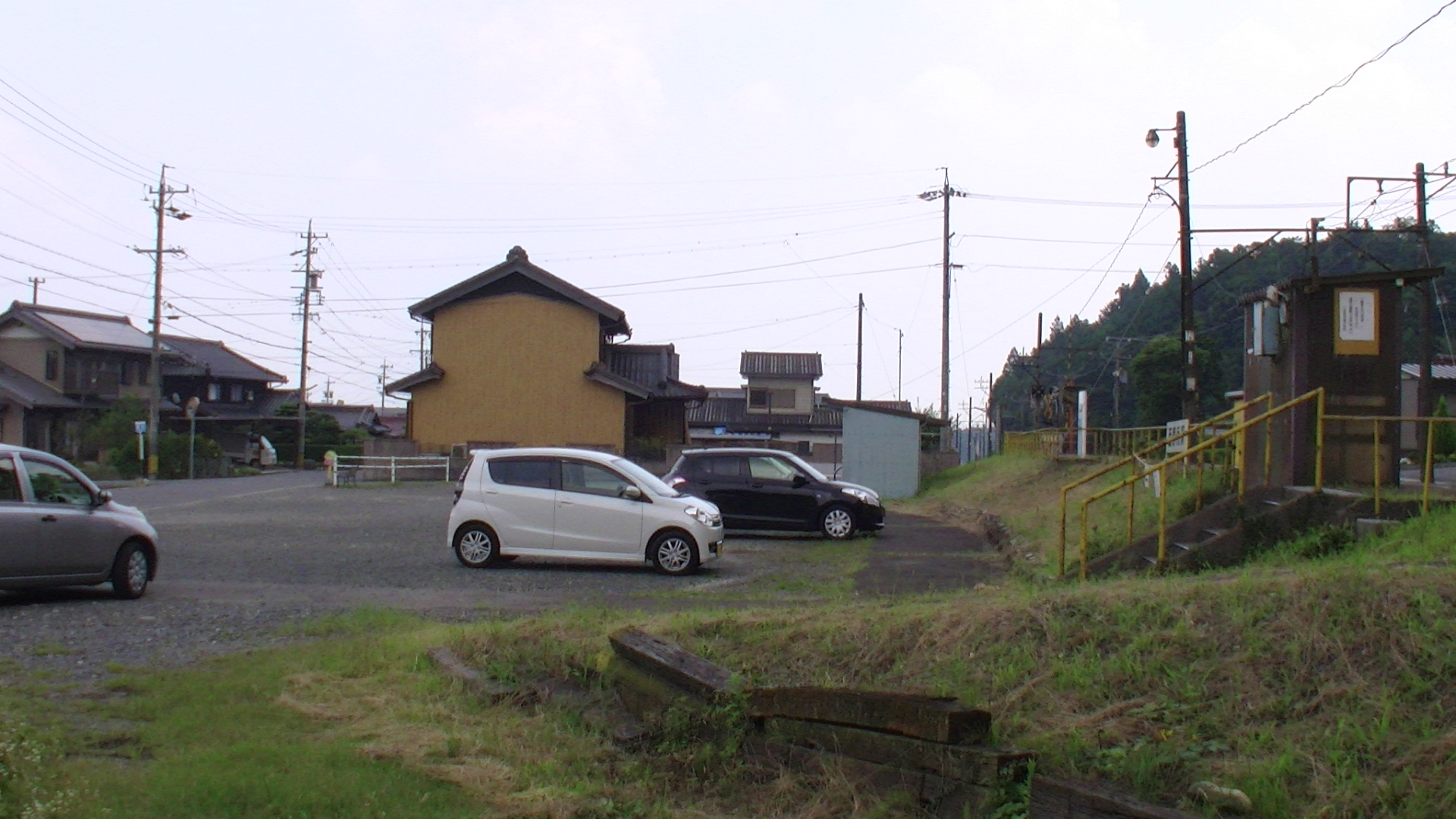
駅前広場（2012年7月）

駅表側は畑が広がるが、住宅が点在する。駅裏側は山となっている。コミュニティバスの停留所は駅前を通る三重県道614号線沿いにある。
- 唯照寺
- 三重県道614号篠立下野尻線
- 三重県道615号西野尻垣内線
- いなべ市福祉バス「西野尻駅」停留所 - 坂本線

## 隣の駅
三岐鉄道
S 三岐線
東藤原駅(S13) - 西野尻駅(S14) - 西藤原駅(S15)